# Rede Europeia da Concorrência

## O que é
A Rede Europeia da Concorrência ( ECN ) é constituída pelas vinte e sete autoridades da concorrência da União Europeia e pela DG Concorrência da Comissão Europeia. 

## Lei aplicável
No que respeita à política de Concorrência, o Regulamento do Conselho 1/2003 substituiu o sistema centralizado de notificação e autorização por um sistema descentralizado baseado na competência paralela da Comissão e das autoridades nacionais de concorrência e dos tribunais nacionais dos Estados-Membros para aplicar as regras de Concorrência da UE. O mesmo Regulamento criou a Rede Europeia da Concorrência (ECN), um fórum para cooperação e coordenação entre as autoridades de concorrência da UE (ou seja, a Comissão Europeia e as autoridades nacionais de concorrência). Esta cooperação incide sobre investigação de casos de práticas restritivas da concorrência, investigação sobre concentrações (M&A), política de concorrência europeia, estudos de mercado, entre outros. Permitiu também a criação e manutenção de uma cultura comum de aplicação da lei e política de concorrência na UE.
De 2004 a 2021, a DG Concorrência e as autoridades nacionais de concorrência adotaram aproximadamente 1.500 decisões, investigando casos de práticas restritivas da concorrência e operações de concentração em todos os setores da economia. De 2004 a 2021, mais de 90% das decisões que aplicaram as regras de Concorrência da UE foram tomadas por autoridades nacionais de concorrência. É assim essencial que as autoridades nacionais de concorrência operem de forma independente do poder político e empresarial e tenham poderes para aplicar as regras de Concorrência da UE de forma eficaz.
O Regulamento 1/2003 é a base para a criação do ECN e nos artigos 11 e 12 estabelece os princípios segundo os quais as autoridades nacionais de concorrência e a Comissão podem trocar informações. De acordo com o artigo 33 I b) 1/2003, a Comissão está autorizada a estabelecer regras adicionais, o que fez através do Aviso sobre Cooperação no âmbito da Rede de Autoridades da Concorrência.
A Directiva 01/2019 veio introduzir maior uniformidade na interpretação e aplicação das normas da UE em matéria de concorrência e dos procedimentos para as aplicar ao abrigo deste sistema.

## Autoridades-Membro
As seguintes autoridades nacionais de concorrência, juntamente com a DG Concorrência, compõem o ECN:
- Áustria : Bundeswettbewerbsbehörde
- Bélgica : Autorité Belge de la Concurrence
- Bulgária : Комисия за Защита на Конкуренцията
- Croácia : Agencija za zaštitu tržišnog natjecanja (AZTN)
- Chipre : Επιτροπή Προστασίας Ανταγωνισμού
- República Tcheca : Úřad pro ochranu hospodářské soutěže
- Dinamarca : Konkurrence- og Forbrugerstyrelsen
- Estónia : Konkurentsiamet
- Finlândia : Kilpailuvirasto
- França : [www.autoritedelaconcurrence.fr/en Autorité de la concurrence]
- Alemanha : Bundeskartellamt
- Grécia : Comissão Helénica de Concorrência
- Hungria : Gazdasági Versenyhivatal
- Irlanda :  Comissão da Concorrência e da Protecção do Consumidor
- Itália : Autorità Garante della Concorrenza e del Mercato
- Letónia : Konkurences padome
- Lituânia : Konkurencijos taryba
- Luxemburgo : Conseil de la concurrence
- Malta : Autoridade de Concorrência e Defesa do Consumidor de Malta
- Holanda : Autoridade para Consumidores e Mercados (ACM)
- Polónia : Urzęd Ochrony Konkurencji i Konsumentów
- Portugal : Autoridade da Concorrência
- Roménia : Consiliul Concurentei
- Eslováquia : Protimonopolnýúrad
- Eslovénia : Urad Republike Slovenije za varstvo konkurence
- Espanha : Tribunal de Defesa da Competência
- Suécia : Konkurrensverket

## Artigos e livros relevantes
Regulamento 1/2003 e aplicação da legislação de concorrência na UE: um guia sistemático  (Dekeyser, Gauer, Laitenberger, Wahl, Wils e Prete eds.), Wolters Kluwer. Com a colaboração de: A. Scordamaglia-Tousis, A. La Pergola, C. Ritter & GC Rizza, L. Prete & M. Scholz, J. Holzwarth & T. Woolfson, E. Arsenidou, G. Meeßen, E. Barbier de la Serre, B. Lasserre, I. Pereira Alves, A. Bogdanov, K. Dekeyser & E. Van Ginderachter, C. Emin & M. Kadar, K. Strouvali & A. Vernet, F. Kaiser & S. Szekely, A. De Moncuit, M. Jaspers & C. Moriarty, JP Christienne, M. Kellerbauer, J. Jourdan, O. Guersent, S. Albaek & P. Régibeau, W. Wils, K. Lenaerts, M. van der Woude, I. de Silva, M. Matos Rosa, A. Mundt & A. Palacios Prieto, F. Jenny, E. De Smijter, PA Brink, R. Whish, P. Ibáñez Colomo, BE Hawk, L. Ortiz Blanco e A. Lamadrid, I. Daems, J. Padilla, A. Reyna e V. Turner.

## Mais sobre
- Direito europeu da concorrência